# Leesi
Koordinaten: 59° 36′ N, 25° 30′ O
Leesi (historischer deutscher Name ebenfalls Leesi) ist ein Dorf (estnisch küla) in der estnischen Landgemeinde Kuusalu (deutsch Kusal) im Kreis Harju.

## Lage und Geschichte
Leesi hat 43 Einwohner (Stand 2010). Die Entfernung zur estnischen Hauptstadt Tallinn beträgt etwa 67,9 km und 23,9 Kilometer zur lokalen Landgemeinde-"Hauptstadt" - Siedlung Kuusalu. Das Dorf liegt an der Westküste der Halbinsel Juminda (deutsch Jummida) direkt an der Ostsee.
Leesi wurde erstmals 1517 als Leisy urkundlich erwähnt.
Zwischen 1865 und 1867 wurde die Sankt Katharinen-Kirche aus Stein erbaut. Sie wurde notwendig, nachdem die vier Kilometer entfernte Kapelle von Juminda nahezu verfallen war. Die Orgel des Gotteshauses stammt von dem estnischen Orgelbauer Gustav Terkmann (1850–1924). Sie wurde am 29. Mai 1905 eingeweiht.

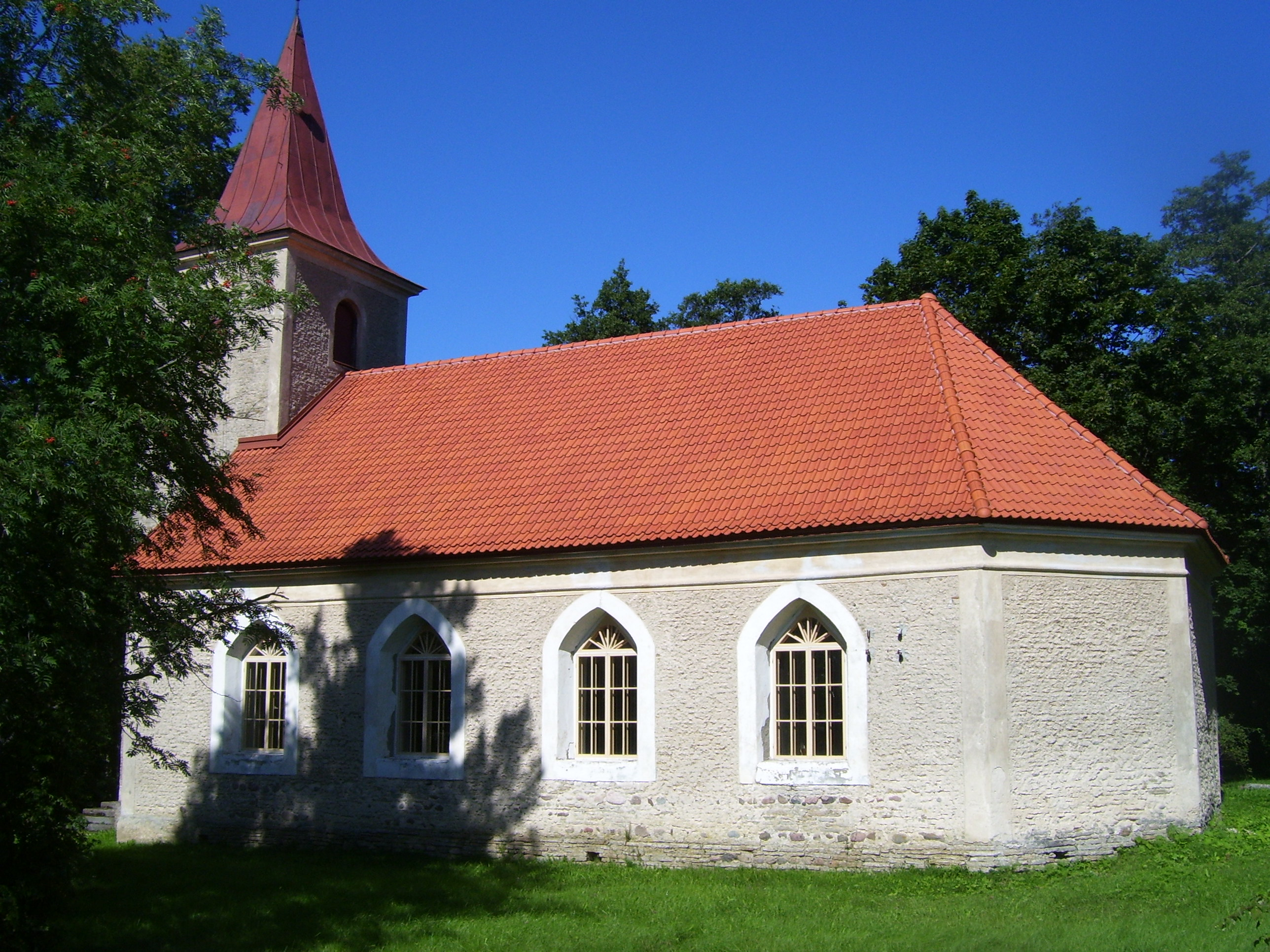
Sankt Katharinen-Kirche von Leesi
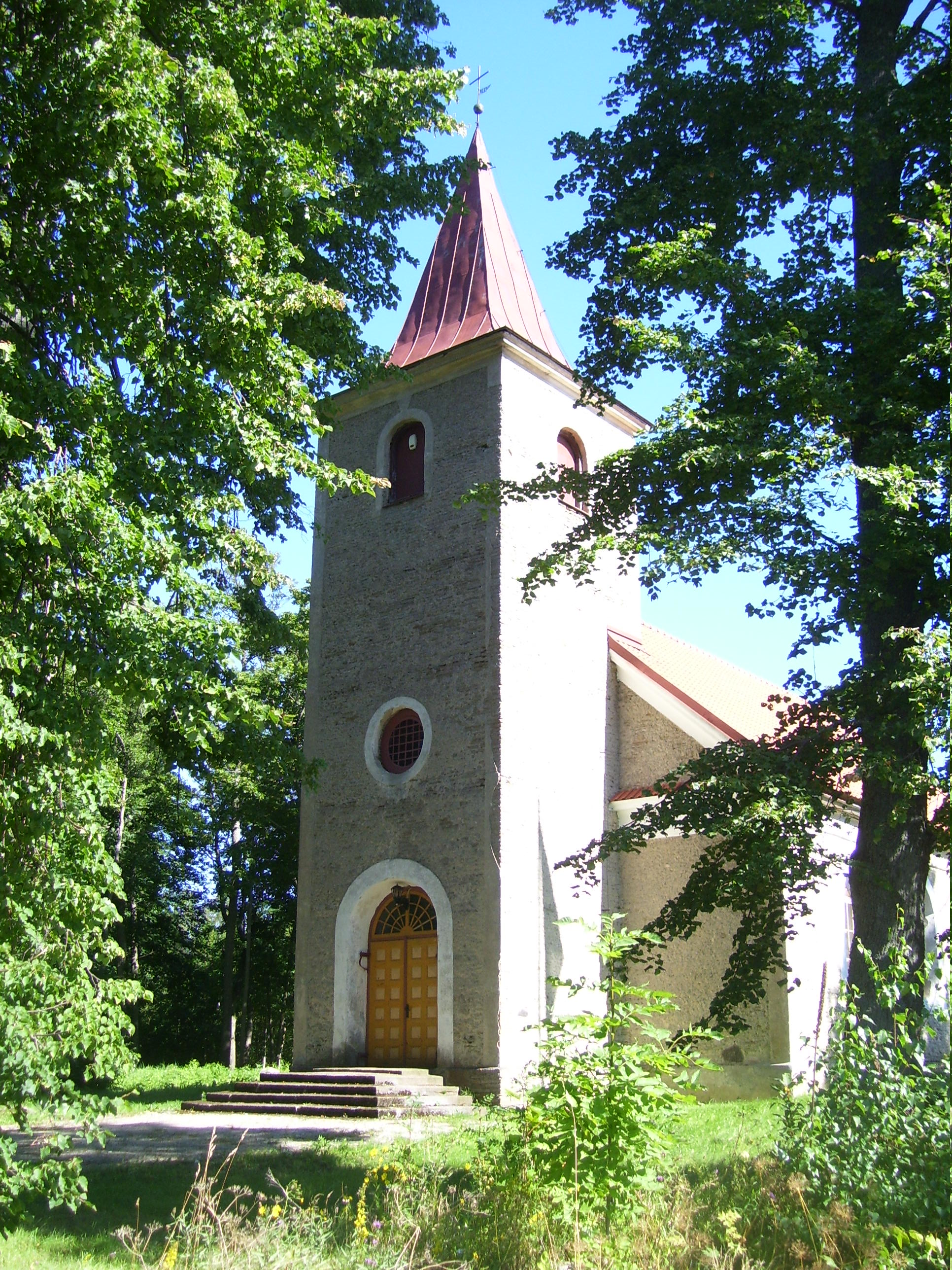
Haupteingang zur Kirche
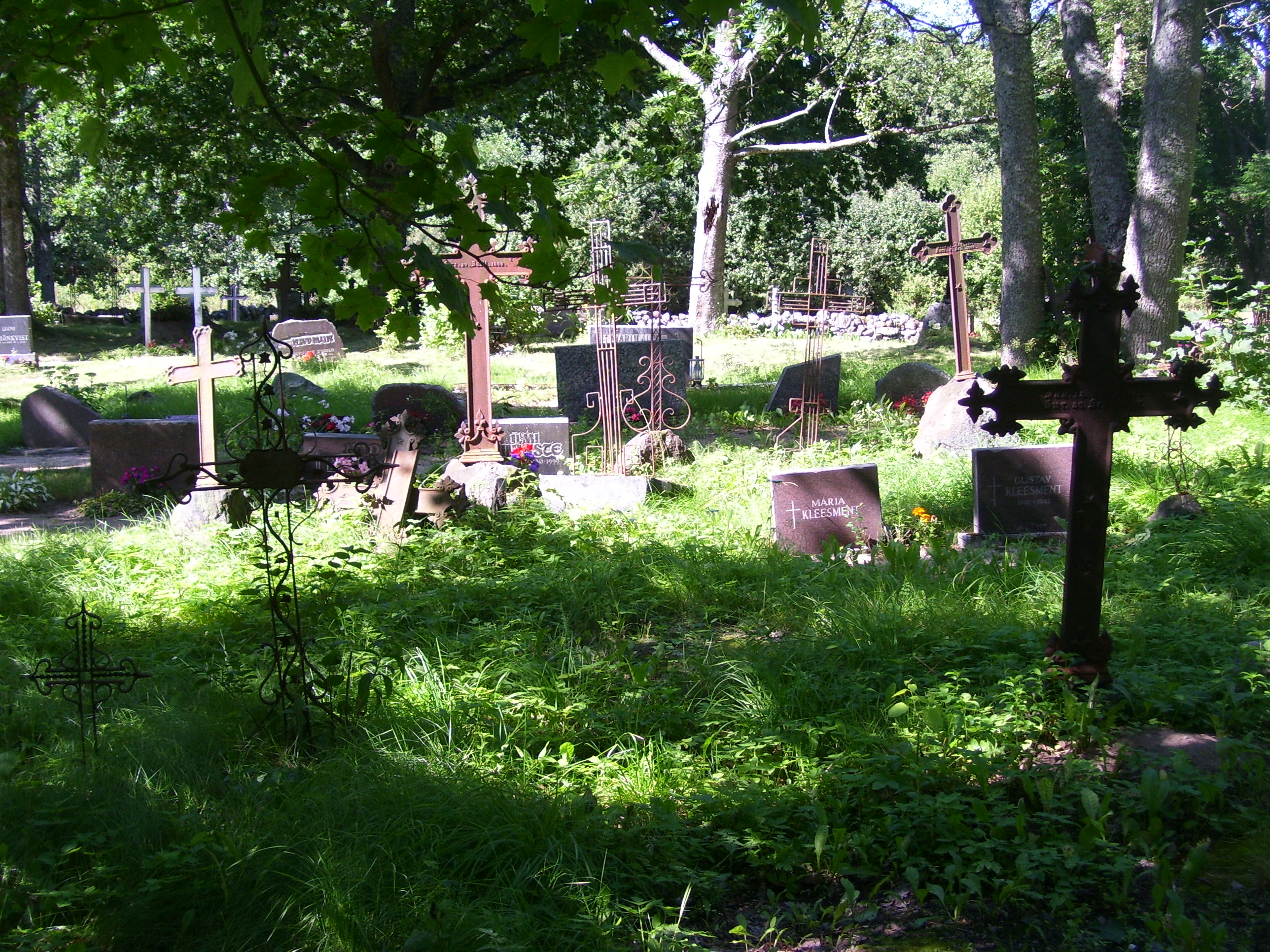
Friedhof von Leesi
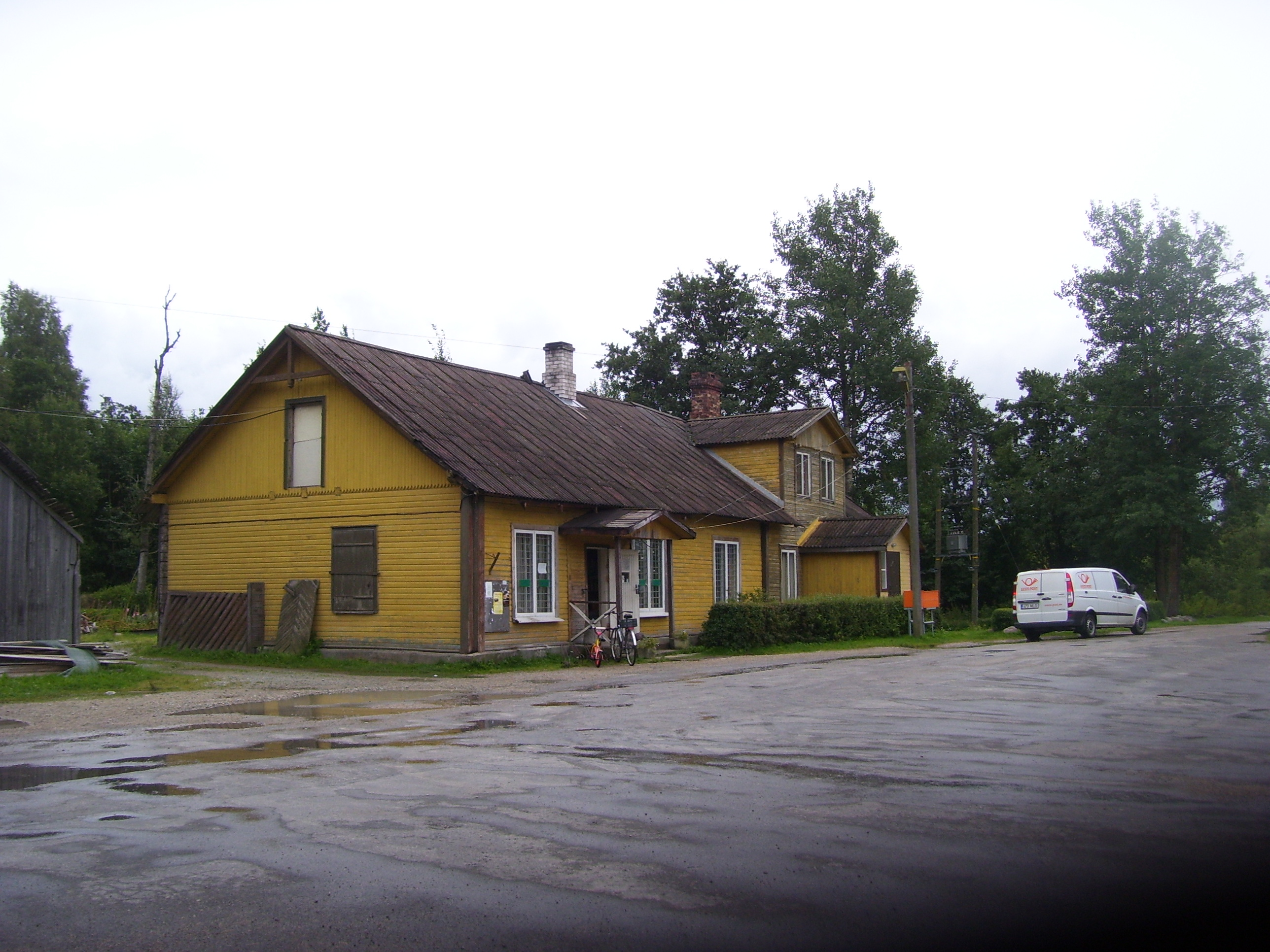
Lebensmittelgeschäft
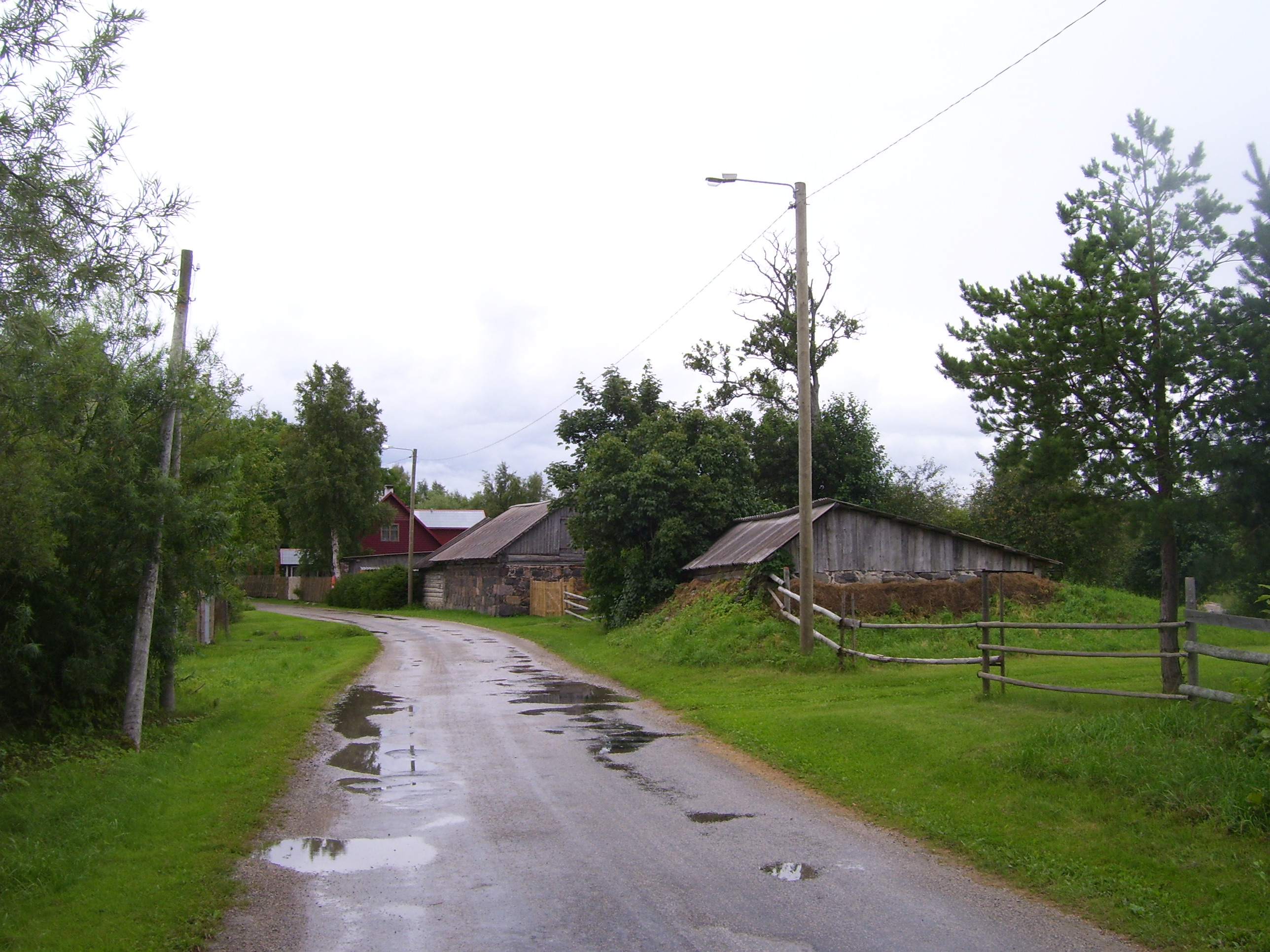
Straße in Leesi
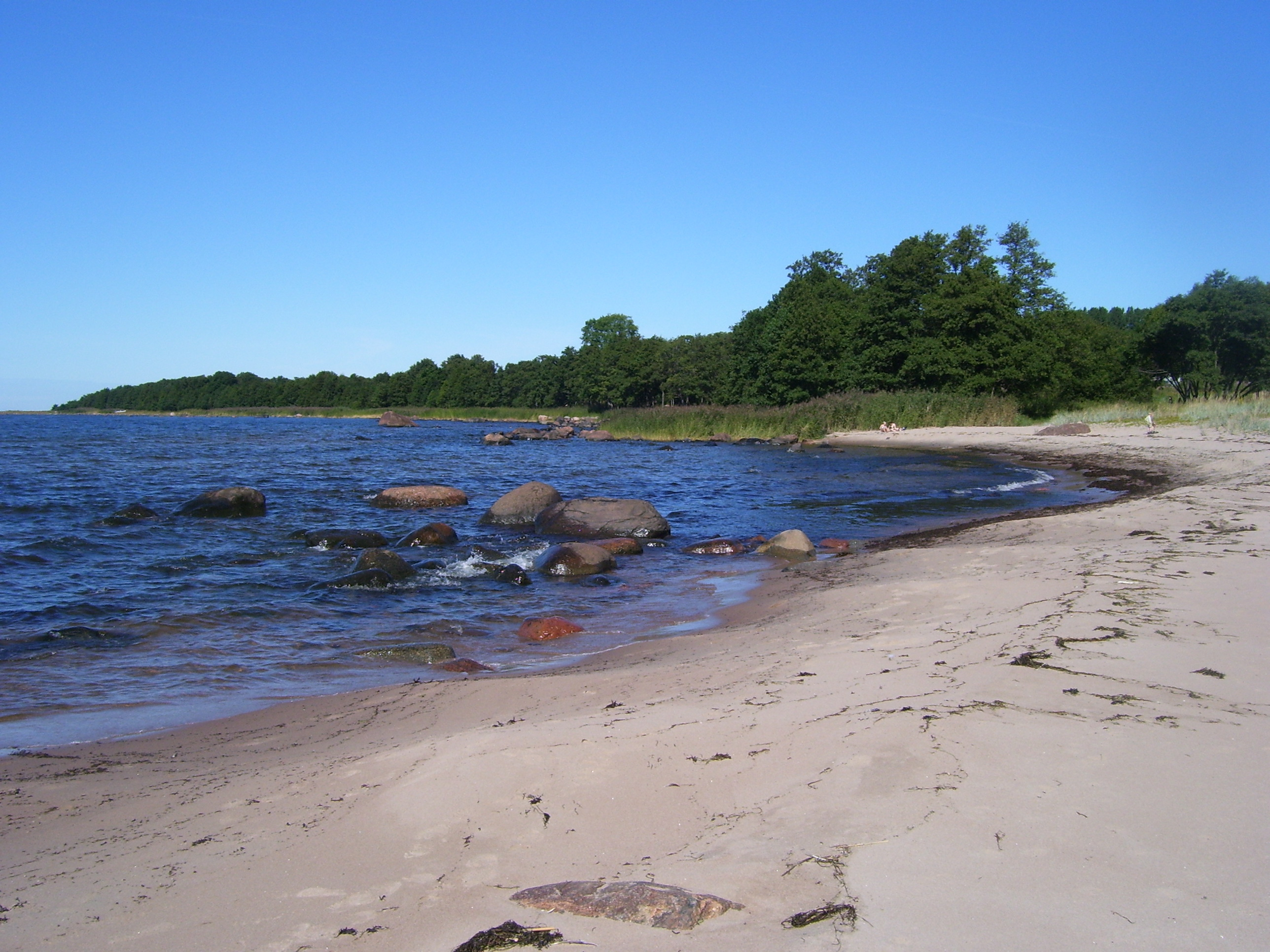
Am Ostseestrand